# Łęg Januszewski
Łęg Januszewski – osada wsi Januszewice w Polsce, położona w województwie świętokrzyskim, w powiecie włoszczowskim, w gminie Kluczewsko.
Osada leży w dolinie rzeki Czarnej Włoszczowskiej, prawobrzeżnego dopływu Pilicy.
W latach 1975–1998 osada administracyjnie należała do województwa piotrowskiego.